# Reciprok
Reciprok est un groupe de G-funk et de hip-hop français, originaire de Montfermeil, en Seine-Saint-Denis. Le groupe se forme en 1995 de Kayse (Jérôme Sembé) et Sanders puis ils sont rejoints par Nathalie Loriot qui apporte une touche féminine. Ils se séparent trois ans plus tard en 1998. Nathalie Loriot sort un album solo, Noire, et Kayse publie aussi un album solo, Contre vents et marées, en 2001.

## Biographie
Considéré comme du hip-hop old-school, le groupe se compose de Kayse, originaire de Clichy-sous-Bois, de Sanders, originaire de Livry-Gargan, en Seine-Saint-Denis et de Nathalie Loriot qui compose et chante essentiellement sur les refrains. Ces deux chanteurs, Kayse et Sanders, sont respectivement d'ascendance congolaise et italienne.
Le groupe connaît un grand succès en France (ainsi qu'en Belgique francophone) avec des titres comme Balance-toi, Tchi-tcha ou encore Libres comme l'air en 1996,. Idem avec leur premier album, Il y a des jours comme ça, en 1996, produit par le label Sony Music. NTM s'en prend d'ailleurs brièvement au groupe en chantant : "Que pour que ça swingue laisse-moi sampler le funk bien lourd. Bien compact, bien lourd. Bien gras, pour ne pas que l'on puisse me comparer. Lève les bras, balance-toi. Allons ici c'est pas ça, ici c'est Suprême" « laisse-moi sampler du funk bien lourd, bien compact, bien gras. »
Cependant, l'aventure ne dure pas, et le groupe se sépare en 1998. Nathalie Loriot signe dans la même année un album solo, Noire, puis crée en 2007 un groupe de rock, Lafayette, avec Franck Hedin. Kayse entame une carrière solo en sortant l'album Contre vents et marées en 2001, puis collabore avec Gizo sur La conquête du monde, en 2012, après un voyage à Los Angeles et une collaboration avec différents rappeurs américains (comme Snoop Dogg, South Central Cartel, et Bone Thugs N Harmony).

## Discographie

### Album studio
- 1996 : Il y a des jours comme ça

### Singles
- 1995 : Balance-toi
- 1996 : Libres comme l'air
- 1996 : Tchi-tcha